# Strangozzi
Gli strangozzi sono una pasta lunga a sezione rettangolare, tipica dell'Umbria, delle Marche, del Lazio e dell’Abruzzo. Sono chiamati anche, a seconda delle zone, stringozzi, strengozzi, strongozzi, nel ternano sono conosciuti come ciriole o manfricoli. L'aspetto è simile a quello dei tagliolini, ma, a differenza di questi, sono più spessi e senza uovo.
Prodotto "povero" che, secondo la scheda di prodotto agroalimentare tradizionale, va realizzato a mano stendendo una sfoglia, spessa circa 2 mm, di pasta di farina di grano tenero, acqua ed eventualmente sale. La sfoglia è poi tagliata a strisce di circa 3/4 mm di larghezza e la lunghezza di circa 30 cm.
Il prodotto viene realizzato anche artigianalmente dai pastifici della zona con semola di grano duro, tramite un processo di estrusione o laminazione, e ammatassato nella tipica forma ad 8.
La forma è molto simile a quella delle stringhe in cuoio da scarpe, dal cui nome si pensa derivi quello degli stringozzi. Esiste anche una leggenda secondo la quale le stringhe venivano usate, al tempo dello Stato Pontificio, dagli anticlericali per strangolare i prelati da qui la confusione con il prodotto chiamato strozzapreti; quest'ultimo è del tutto diverso essendo lungo circa 8 cm a forma di S, ottenuto dall'estrusione di un impasto all'uovo.

## Le ricette
Vengono spesso conditi con tartufo nero di Norcia, funghi porcini o sanguinosi, asparagi o con un sugo di pomodoro di magro piccante (strangozzi alla spoletina). A volte vengono usati per la preparazione dei maccheroni con le noci, tipico dolce del periodo natalizio.